# Olympikus
Olympikus est un équipementier sportif brésilien, créé en 1975. Son siège social est à Itapetinga dans l'État de Bahia. 
En 1997 l'entreprise signe un contrat avec la Fédération brésilienne de volley-ball (pt) et devient l'équipementier de l'équipe du Brésil de volley-ball et l'équipe du Brésil de volley-ball féminin. 

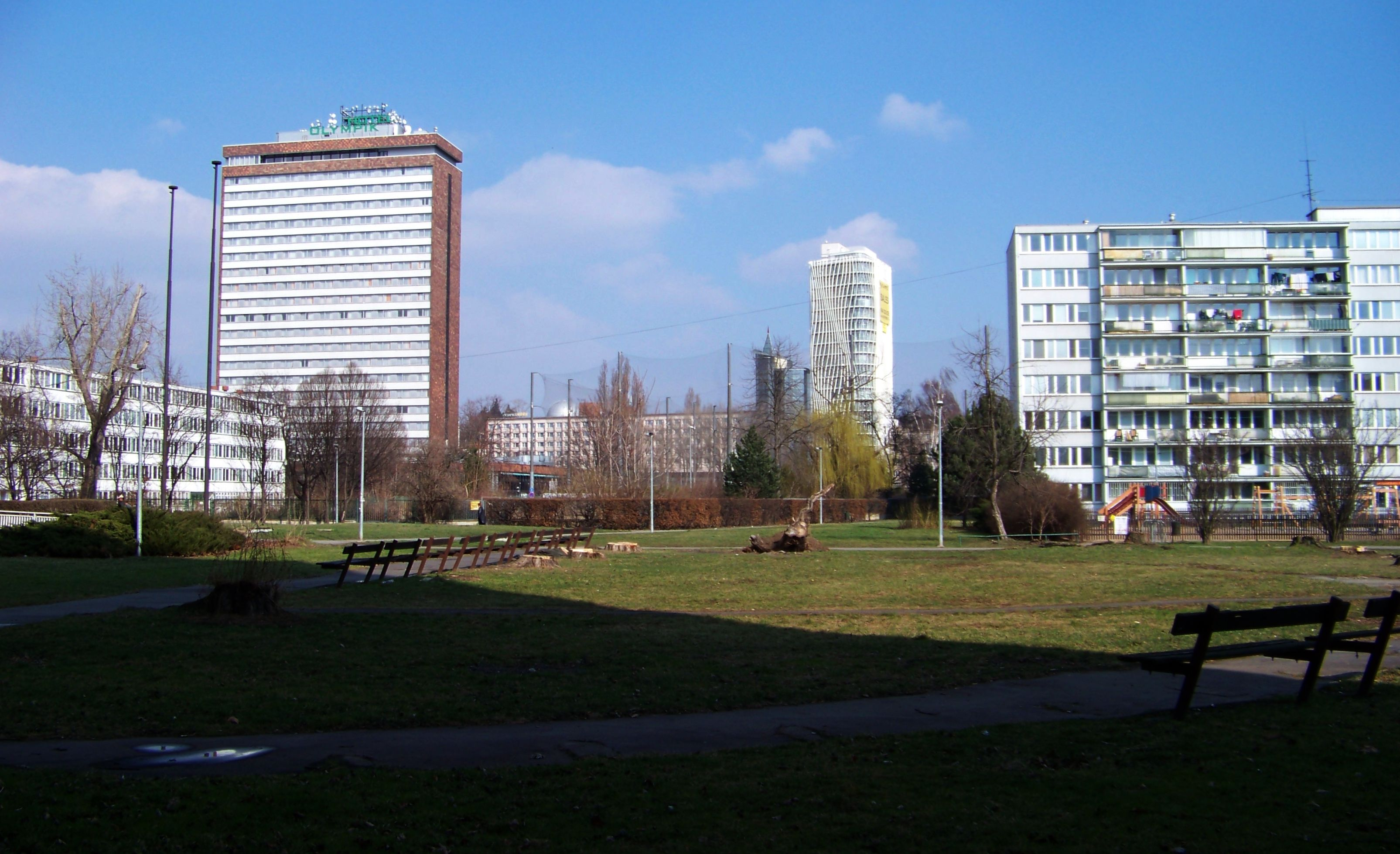
Sede d'Olympikus

En 2009 le club se tourne pour la première fois vers le football en devenant l'équipementier du club brésilien de Flamengo et du club argentin de Lanus. En 2010, la marque devient l'équipementier du Racing Club de Avellaneda. 